# Aru (Kuusalu)
Pour les articles homonymes, voir Aru.
Aru est un village de la paroisse de Kuusalu dans le nord de la région de Harju en Estonie. Le village comptait 34 habitants en 2012.